# Juan Caldarella
Juan Caldarella ( Sicilia, Italia, 15 de mayo de 1891 –Buenos Aires Argentina, 20 de marzo de 1978 ) fue un guitarrista, director de orquesta, compositor, ejecutante de serrucho y actor que realizó su actividad profesional en Argentina, vinculado al tango. Fue uno de los autores del exitoso tango Canaro en París.
Emigró a la Argentina a los 15 años y trabajaba en lo que podía. Enfrente de la piecita ubicada en Lavalle y Junín de Buenos Aires, donde vivía, había una casa de música en cuyo escaparate lucía una mandolina que atrajo su atención y consiguió ahorrar para comprarla pues su deseo era hacerse músico.

## Actividad profesional

### Ejecutante
A principios de la década de 1920 comenzó a actuar profesionalmente acompañando con la guitarra a numerosos vocalistas de la canción popular y, ya en la década de 1930, integrando como músico y actor del elenco de Chispazos de tradición, un exitoso radioteatro que se emitía por Radio Nacional, propiedad de Jaime Yankelevich, que desde 1933 se llamó Radio Belgrano. Era también un hábil ejecutante del serrucho.
Por aquellos años dirigió un dúo que completaba Renzo Massobrio en acordeón, con el que grabó para la discográfica Odeón algunos temas de su autoría como las rancheras La regalona, Mañanita de sol y La salteña y el tango Toma tus cartas; más adelante se les agregó Osvaldo Schelotto en el piano, y Elvino Vardaro en violín, pero siempre figuró en los discos, carteleras y programas como un Trío Los Nativos, Trío Los Pampeanos o Trío Los Provincianos.
A principios de la década de 1950 grabó con su orquesta y la voz de Mercedes Sucre para el sello RCA Victor.
Mucho tiempo después, en 1958, el dibujante Juan Carlos Colombres, (Landrú), convocó a Caldarella y a otros dos músicos afamados y talentosos de la bohemia porteña, el baterista Héctor Sormani y el violinista Hernán Oliva para formar junto al cantor Héctor Juncal, que en 1946 había integrado la orquesta de Pedro Laurenz, para formar un cuarteto al que, tomando al personaje de sus dibujos en la revista Tía Vicenta denominó Jacinto W y sus Tururú Serenaders en el que Juan Caldarella tocaba el serrucho y otros instrumentos poco convencionales, que grabó un par de discos y actuaron en el Canal 7 de televisión.

### El tangoCanaro en París
Fue un compositor prolífico, con un tango hecho con los hermanos Alejandro y José Scarpino (este último, autor de la letra) de impresionante repercusión, Canaro en París , un clásico compuesto en 1925 que tiene como agregado, una famosa variación final —convertida en su marca característica—, que hizo Caldarella. Contaba el bandoneonista Gabriel Clausi que mientras estaban comiendo en el fondo de un bodegón donde actuaban a Caldarella se le ocurrió tocar el tango —recientemente compuesto—, pero soplando un peine cubierto por papel celofán, lo que daba un sonido muy especial y gangoso; cerca del final, comenzó a hacer unos extraños dibujos musicales, a todo ritmo, mitad en serio y mitad en broma y, de allí fue surgiendo la bella variación final que luego vertió en el pentagrama para que se luzcan de los bandoneones, de la que algunos  afirman, hizo de Canaro en París  un tango inmortal.
El título homenajea a Francisco Canaro, nombre artístico de Francisco Canarozzo (San José de Mayo, Uruguay, 26 de noviembre de 1888 — Buenos Aires, 14 de diciembre de 1964, un compositor de tangos, violinista y director de orquesta que en 1925 había actuado en París, Francia, con un gran éxito. Según relato de Caldarella que recoge Francisco García Jiménez fue justamente el titular de una de las crónicas periodísticas que publicara el diario Crítica –más precisamente el que decía “Canaro hace declaraciones en París, sobre el tango”- que atrajo la atención de Caldarella cuando con un nuevo tango ya terminado pensaba un título para el mismo, y de allí la designación de la obra.
Canaro en París.
Oscar Zucchi da una versión diferente sobre el nombre del tango y sobre la participación de Caldarella en la autoría:

« El propio autor (refiriéndose a Alejandro Scarpino), en reportaje radial, expresó que era una pieza que tenía sin título, hasta que un día viajando en tranvía y leyendo el diario Última Hora leyó el copete de una nota: «Canaro llega a París», allí se inspiró y poco después, a falta de SADAIC, lo depositó —como era costumbre—, en la Biblioteca Nacional como «Gran tango de salón para piano», con letra de su hermano José, fue el 6 de mayo de 1927. Más adelante, apareció como colaborador de la música Juan Caldarella, esto se tomó como un regalo del autor a su amigo. »

### Otras obras
También con Alejandro Scarpino compuso el interesante tango Seguime si podés , con letra de Antonio Anselmi, que grabaron en versión instrumental, entre otros, las orquestas de Francisco Canaro (1928), Juan Sánchez Gorio (1952), Osvaldo Pugliese (1953) y el Sexteto Tango (1982); Sierra Chica , con letra de José Scarpino, registrada por Francisco Canaro con la voz de Agustín Irusta (1927); Sultana , un camel-trot que grabó la Francisco Canaro Jazz Band (1924); Aquel beso , con letra de Cipriano Pérez, Besos ardientes , con letra de Francisco Brancatti y Corazón a corazón , entre otros.